# Ise (ciutat japonesa)
Ise (伊勢市, Ise-shi), antigament anomenada Ujiyamada (宇治山田), és una ciutat al centre de la Prefectura de Mie, a l'illa de Honshū, Japó. A Ise hi ha el gran santuari d'Ise, el més sagrat santuari xintoista del Japó. La ciutat ha mantingut llargament el títol Shinto (神都) que a grans trets significa "la ciutat sagrada", i que literalment es pot traduir com "la capital dels Kami". A 31 de juliol de 2021 s'estima que la ciutat té una població de 123.533 habitants en 55.911 llars i una densitat de població de 590 persones per km². La ciutat ocupa una superfície de 208.53 quilometres quadrats (80.51 sq mi).

## Geografia
Ise és a la meitat nord de la península de Shima a l'extrem oriental de la prefectura de Mie, afrontant a la banda nord de la ciutat hi ha una planícia, enfront de la badia d'Ise de l'oceà Pacífic. Al sud, el terreny s'eleva formant turons i muntanyes amb una cota de 100 a 500 metres. La major part de la ciutat és als límits geogràfics del parc nacional d'Ise-Shima.
Ise gaudeix d'un clima subtropical humit (Köppen Cfa) caracteritzat per estius càlids i hiverns frescos amb lleus o nul·les nevades. La temperatura mitjana anual és de 15,6 °C. La precipitació mitjana anual és 1.870,8 mm essent setembre el mes més plujós. Les temperatures més altes són de mitjana a l'agost, al voltant dels 27,2 °C, i la mínima al gener, rondant els 4,8 °C.

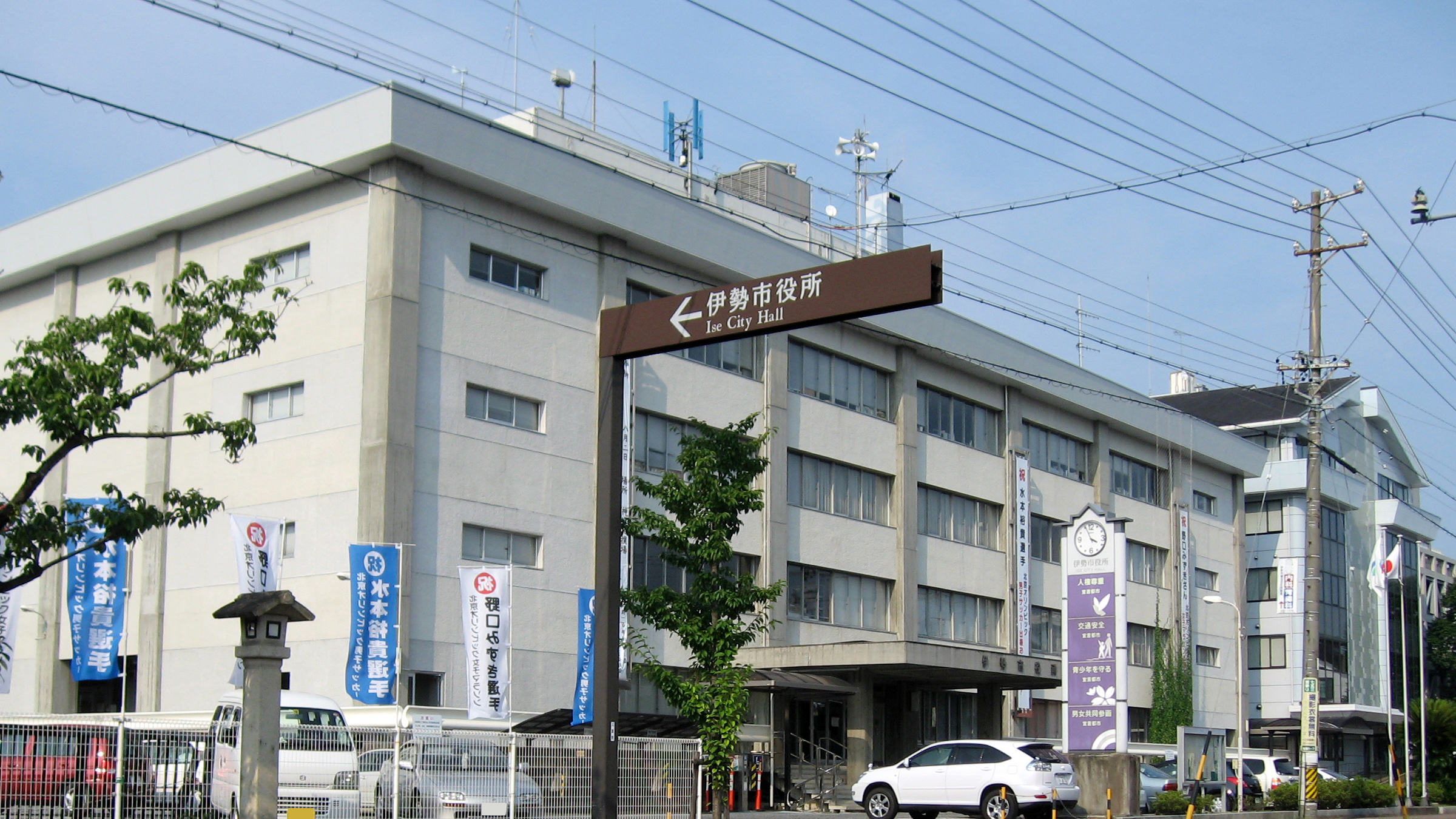
Ajuntament d'Ise

Segons les dades del cens japonès, la població d'Ise s'ha mantingut relativament estable durant el darrer mig segle, oscil·lant a l'entorn dels 130.000 habitants (1960-2010).

## Història
La història d'Ise està inextricablement lligada a la del Gran Santuari d'Ise. El gran santuari està separat en dues parts principals: el santuari interior i el santuari exterior. Malgrat els noms, en realitat es tracta de dos santuaris físicament separats a uns sis quilòmetres de distància. Ise va començar amb petits assentaments que van sorgir al voltant dels dos santuaris. Durant el període Edo, Ise fou un destacat destí de pelegrinatges que es van anomenar "o-Ise-mairi" (literalment, "Venint a Ise") i, per tant, aquests assentaments cresqueren i es convertiren en petits pobles. El poble al voltant del santuari interior es digué Uji i el poble al voltant del Santuari Exterior es digué Yamada. Degut a la importància religiosa del santuari d'Ise, el Shogunat Tokugawa durant el període Edo va considerar la zona com políticament significativa i va instal·lar un bugyio (magistrat) a Yamada.
Durant el període Meiji, aquests dos pobles es van fusionar amb l'establiment del sistema modern de municipis per formar la ciutat d'Ujiyamada. La ciutat fou dotada de l'estatus de ciutat l'1 de setembre de 1906. El 1909 el precursor de la JNR va connectar Ujiyamada per tren, seguit pel precursor de Kintetsu Railway el 1930. Aquestes línies incrementaren moltíssim l'arribada de pelegrins i turistes que visitaven el santuari d'Ise, assolint el màxim amb uns vuit milions de visitants l'any 1940, per les cerimònies patrocinades pel govern que celebrava el 2.600 aniversari de la fundació de l'imperi japonès. La importància del santuari d'Ise per al sintoisme estatal feu que Ujiyamada captés l'atenció dels aliats de la Segona Guerra Mundial i que fos sotmesa a sis atacs aeris durant la Segona Guerra Mundial, el més gran dels quals va ser el 28 de juliol de 1945, quan 93 bombarders Boeing B-29 Superfortress de la XX Força Aèria van llançar bombes incendiàries, que cremaren el 39% de la ciutat.

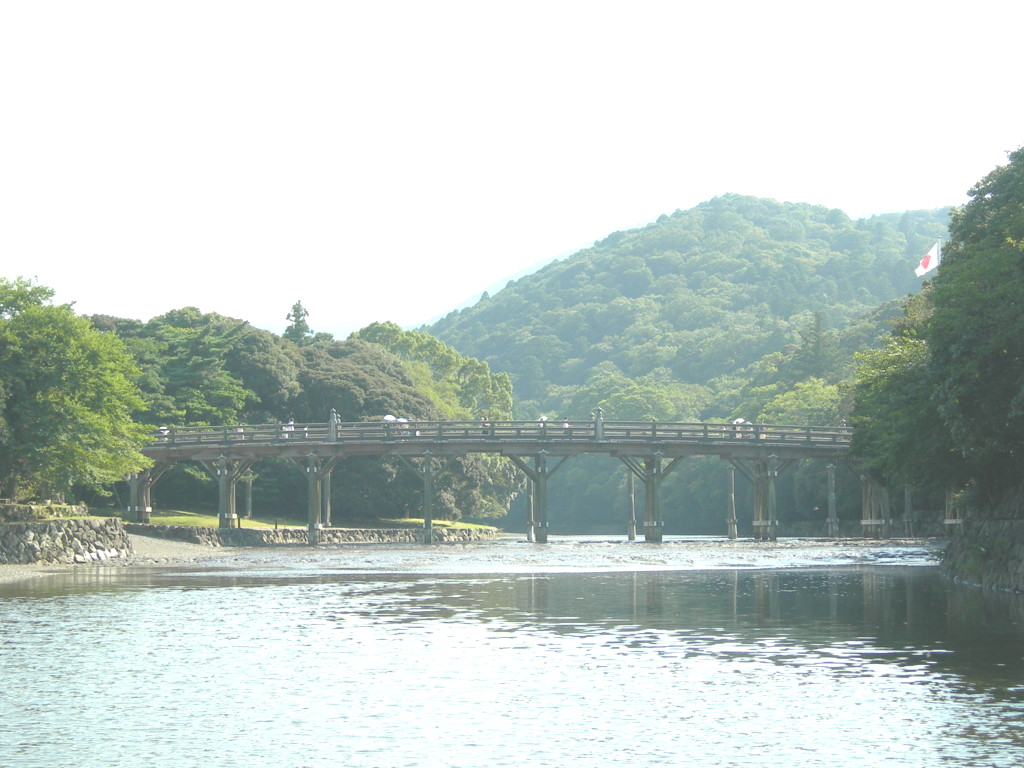
Pont Uji, entrada al Santuari Interior
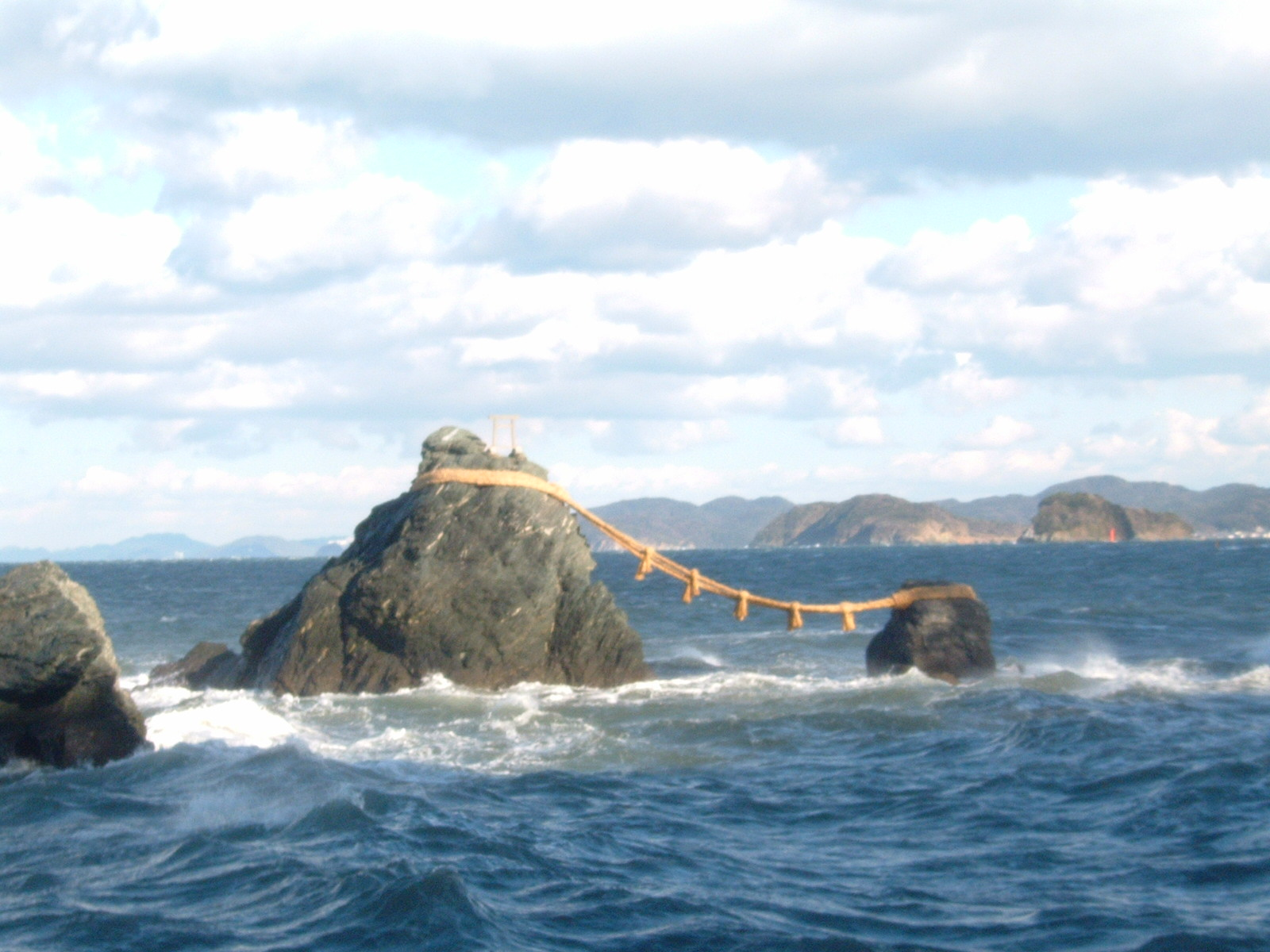
Meoto Iwa, les "roques casades"
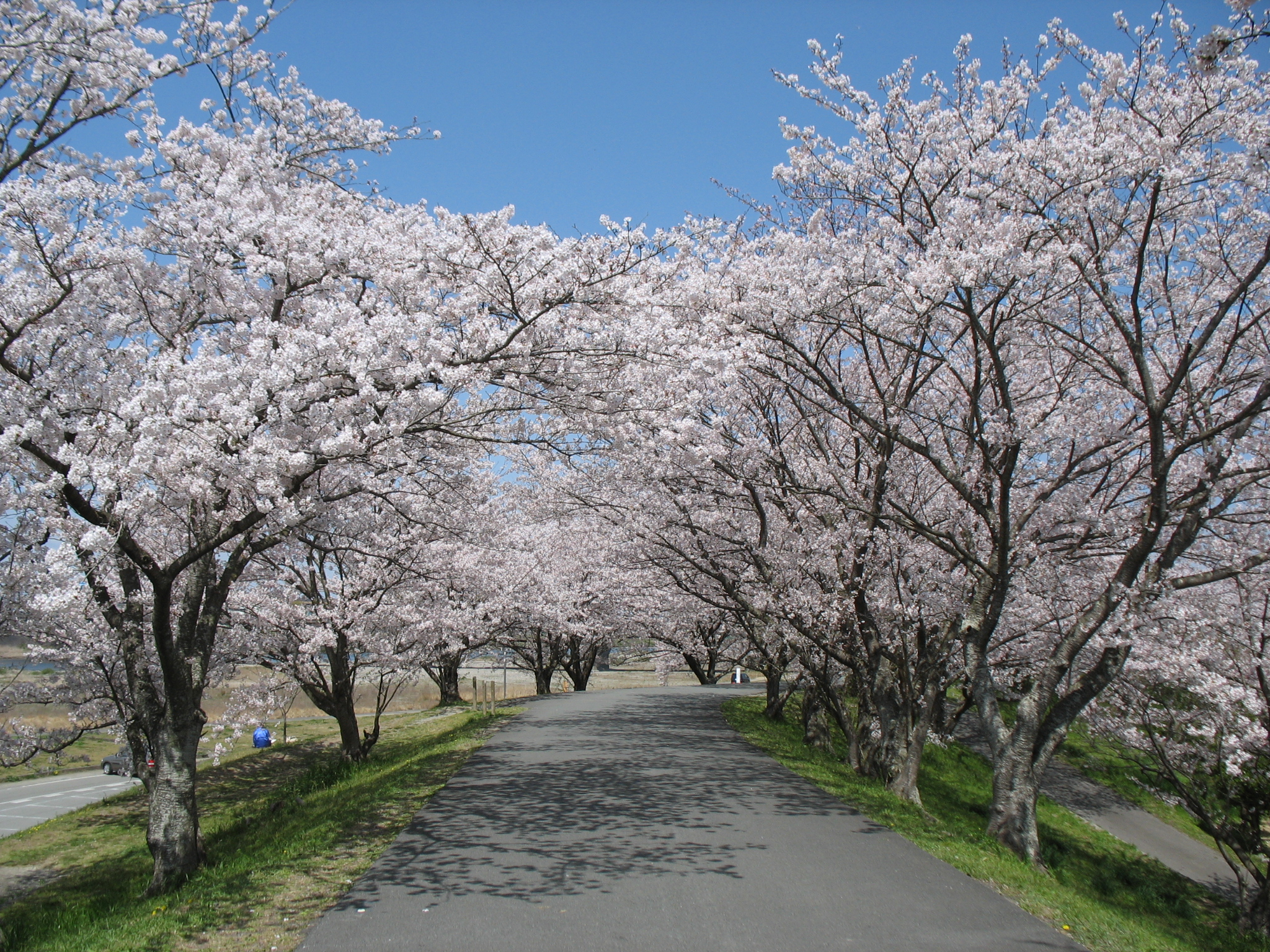
Flors de cirerer del riu Miya
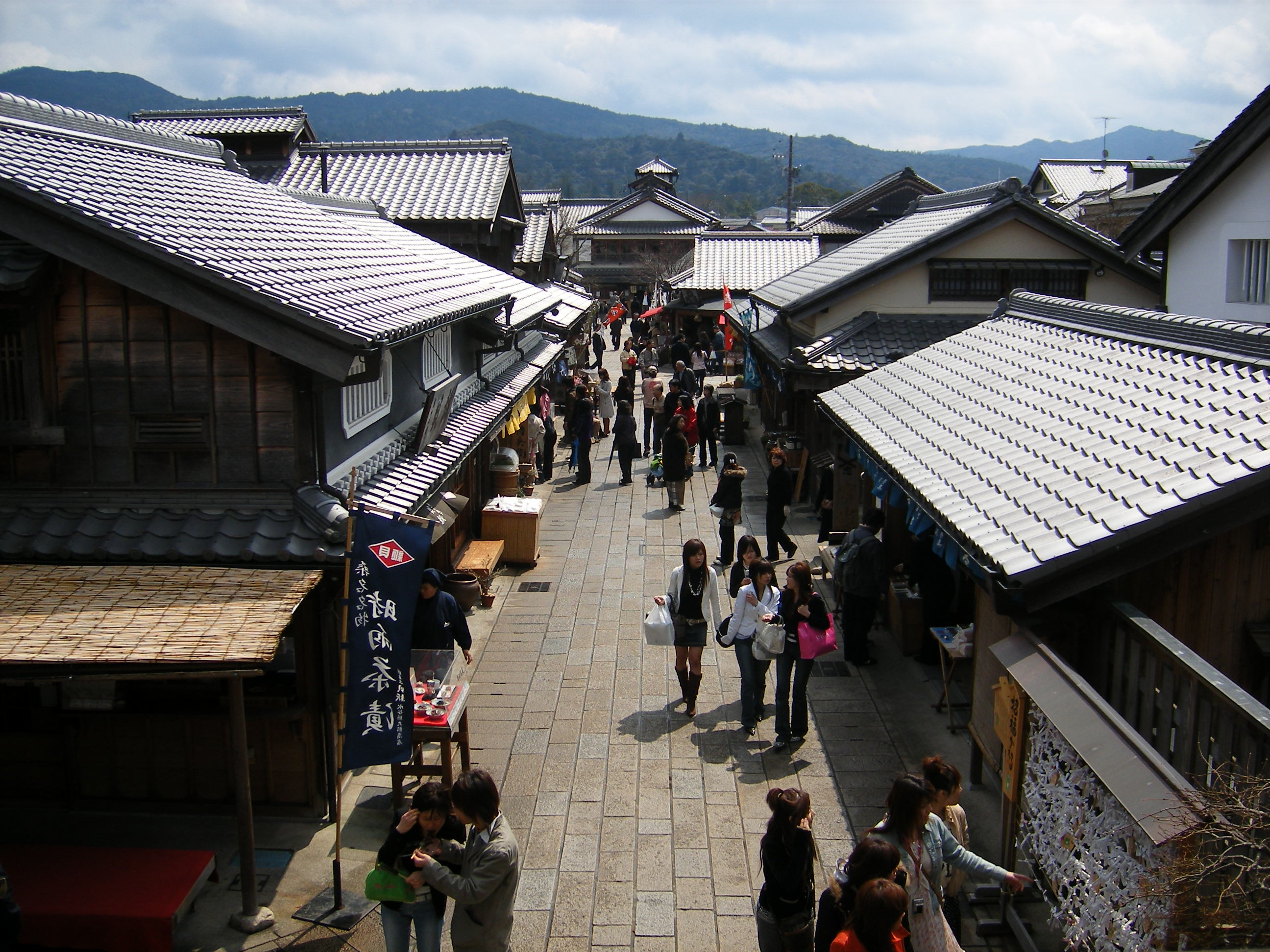
Okage Yokocho

## Persones vinculades a Ise
- Kon Ichikawa (1915–2008), director de cinema
- Hiroki Mizumoto (n. 1985), futbolista internacional amb Japó
- Isao Takahata (1935—2018), director, cocreador de l'Studio Ghibli